# 安東尼奧·坎德雷瓦
安東尼奧·坎德雷瓦 （Antonio Candreva，1987年2月28日—）是一位已退役之意大利足球運動員。出生在羅馬。

## 球會生涯
坎德雷瓦的職業足球生涯開始于C1級聯賽俱乐部特尔纳纳。2007年6月，他轉會來到烏迪內斯。後被烏迪內斯租借來到利沃諾。憑借他在利沃諾的出色表現，他引起了那不勒斯等其他意甲俱樂部的興趣。
2025年3月18日，經過將近一年的空白期，坎德雷瓦宣佈決定退役。

## 國家隊生涯
坎德雷瓦參加了2008年的北京奧運和2009年歐洲U21足球錦標賽。在2009年11月14日意大利對荷蘭的比賽中，他首次代表意大利國家足球隊參賽。
其後，坎德雷瓦曾随意大利队征战2013年巴西联合会杯、2014年巴西世界杯以及2016年法国欧洲杯。

## 榮譽

### 球會
拉素
- 義大利盃：2012-13賽季

 国际米兰
- 欧足联欧洲联赛亞軍：2019-20賽季

## 外部連結
- Profile （页面存档备份，存于） on FIGC official website （義大利語）
- Profile （页面存档备份，存于） on AIC official website （義大利語）
- Profile （页面存档备份，存于） on ESPN